# E09号線
E09号線 (E09ごうせん、英: European route E09) 欧州自動車道路のAクラス幹線道路。
フランスのオルレアンを基点にリモージュ、トゥールーズを経由し、スペインのバルセロナまでを結ぶ。

## 経路
- フランス
  - オートルート A71 : オルレアン - ヴィエルゾン
  - オートルート A20 : ヴィエルゾン - シャトールー - リモージュ - カオール - モントーバン - トゥールーズ
  - オートルート A61 : トゥールーズ - オートルート A66ジャンクション
  - オートルート A66 : オートルート A61ジャンクション - フォワ
  - フランス国道20号線 : フォワ - アクス＝レ＝テルム - スペイン国境
- スペイン
  - オートピスタ C-16 :  スペイン国境 - ベルガ - マンレザ - タラサ - バルセロナ